# Jean-François Halin
Jean-François Halin (Le Mans, 20 de novembro de 1961) é um roteirista francês. Ele é famoso pela série de televisão Les Guignols de l'info, sobre marionetes, a série Au service de la France e a trilogia de filmes OSS 117.

## Biografia
Jean-François Halin nasceu em 20 de novembro de 1961 em Le Mans. Na década de 1970, estudou no lycée Balzac, em Tours. No início da década de 1980, continuou os estudos universitários na Escola Superior do Comércio de Nantes, mas acabou seguindo a sua vocação para a comédia mordaz. Durante os seus estudos na Audencia, em Nantes, Jean-François Halin participou num campeonato de improvisação para estudantes das principais escolas de gestão e engenharia de Marselha. Finalista, foi contactado pela Radio France Loire Océan de Nantes para apresentar um programa de comédia, depois foi contratado pela Europe 1, para um teste mal-sucedido.
Ele escreve depois esboços para os shows de Laurent Violet. Com Benoît Delépine e Bruno Gaccio, é autor de Guignols de l'info, transmitido no Canal+, de 1990 a 1996 e premiado com três 7 d'or (dois em 1993 e um em 1997) e o grande prêmio de humor da SACEM (1995). De 1996 a 1998, foi um dos autores do Journal de Moustic no Canal+. De 2002 a 2009, colaborou como autor de esquetes e às vezes como ator, em Sept jours au Groland, Bienvenue au Groland e Groland Magzine no Canal+.
Jean-François Halin escreve shows para Patrick Timsit com Patrick Timsit e Bruno Gaccio : Ne me cherchez pas ! (1991), Timsit vite ! (1992), Patrick Timsit au Palais des glaces ! (1993), The One Man Stand-up Show (2008) et On ne peut pas rire de tout (2016). Ele co-escreveu com Patrick Timsit os filmes Quasimodo d'El Paris e Quelqu'un de bien. Em 2005, co-escreveu e apresentou a Rádio Timsit na Europa 2 com Alexandre Pesle e Patrick Timsit.
Ele co-escreveu o filme Rire et Châtiment de Isabelle Doval . É autor do cenário e dos diálogos do OSS 117 : Le Caire, nid d'espions (2006), pelo qual foi indicado ao César 2007 na categoria "melhor adaptação" e recebeu o prêmio Jacques-Prévert de melhor adaptação em 2007. Jean-François Halin co-roteiriza a segunda parte da saga, OSS 117 : Rio ne répond plus com Michel Hazanavicius. Em 2011 escreveu com Karine Angeli Les Aventures de Philibert, capitaine puceau. Em 2021, voltaria ao roteiro de OSS 117 : Alerte rouge en Afrique Noire.
Em 2012, Jean-François Halin colaborou na escrita do filme de animação Zarafa, dirigido por Rémi Bezançon e Jean-Christophe Lie. Começou então a escrever o filme Nos futures com Rémi Bezançon, mas abandonou a aventura depois de alguns meses. Em 2015, criou e escreveu, com Claire Lemaréchal e Jean-André Yerlès, a série Au service de la France transmitida pela Arte e depois pela Netflix. A série foi um sucesso de público e crítica e ganhou o prêmio de melhor contribuição artística no Festival da Ficção na TV de La Rochelle 2015. A segunda temporada de Au service de la France foi transmitida em julho de 2018 pela Arte e, no ano seguinte, recebeu o prêmio A. C. S de Melhor Roteiro concedido pela Associação Francesa de Críticos de Séries.
Em 2012, a SACD (Société des auteurs et compositeurs dramatiques / Sociedade de Autores e Compositores Dramáticos) atribuiu o Prêmio Henri-Jeanson a Jean-François Halin.

## Filmografia
- 1998 : <i id="mwXw">Paparazzi</i> de Alain Berberian
- 1999 : Quasimodo d'El Paris de Patrick Timsit
- 2002 : <i id="mwaw">Quelqu'un de bien</i> de Patrick Timsit
- 2003 : Rire et Châtiment de Isabelle Doval
- 2006 : OSS 117 : Le Caire, nid d'espions de Michel Hazanavicius
- 2009 : OSS 117 : Rio ne répond plus de Michel Hazanavicius
- 2011 : Les aventures de Philibert, capitaine puceau de Sylvain Fusée
- 2015 : Nos futurs de Rémi Bezançon
- 2015-2018 : Au service de la France (série de TV)
- 2020 : Mystère à Saint-Tropez de Nicolas Benamou
- 2021 : OSS 117<span typeof="mw:DisplaySpace" id="mwng">&nbsp;</span>: Alerte rouge en Afrique noire de Nicolas Bedos